# جيرت بويل
جيرت بويل (بالإنجليزية: Gert Boyle؛ بالألمانية: Gert Boyle) هي سيدة أعمال ألمانية وأمريكية، ولدت في 6 مارس 1924 في آوغسبورغ في ألمانيا.